# Kharmerungulatum vanvaleni
Il kharmerungulato (Kharmerungulatum vanvaleni) è un mammifero estinto, vissuto nel Cretaceo superiore (Maastrichtiano, circa 68 milioni di anni fa), i cui resti fossili sono stati ritrovati in India.

## Significato dei fossili
Il ritrovamento degli scarsi fossili di questo mammifero arcaico ha importanti implicazioni paleogeografiche. Sembra infatti che Kharmerungulatum fosse a tutti gli effetti un rappresentante degli ungulati; le sue ossa indicano tre potenziali scenari. Gli ungulati arcaici potrebbero aver avuto una distribuzione cosmopolita fin dall'inizio della loro evoluzione, oppure Kharmerungulatum potrebbe essere stato un immigrante dall'Asia occidentale. La terza ipotesi vedrebbe questo animale come un potenziale antenato di tutti gli ungulati successivi: in questo caso, questo grande gruppo di mammiferi si sarebbe originato in India. 